# Карман-Актау
Карма́н-Акта́у (рос. Карман-Актау, башк. Ҡарман-Аҡтау) — село у складі Янаульського району Башкортостану, Росія. Входить до складу Воядинської сільської ради.
Населення — 65 осіб (2010; 96 у 2002).
Національний склад:
- башкири — 91 %